# Kuźnica Kaszewska
Kuźnica Kaszewska is een plaats in het Poolse district  Bełchatowski, woiwodschap Łódź. De plaats maakt deel uit van de gemeente Kluki en telt 100 inwoners.